# Вбивство Мауріціо Гуччі
Вбивство Мауріціо Гуччі сталося 27 березня 1995 року в Мілані. Колишнього голову модного будинку Гуччі було застрелено кілером біля входу в офіс. У 1998 році за організацію вбивства було засуджено колишню дружину Мауріціо, Патрицію Реджані. Ці події лягли в основу художнього фільму Рідлі Скотта «Дім Gucci» (2021).

## Передісторія
Мауріціо Гуччі належав до династії бізнесменів та модельєрів, які володіли модним будинком Гуччі. Після смерті батька Родольфо Гуччі він став мажоритарним акціонером компанії і вів юридичну війну зі своїм дядьком Альдо Гуччі за контроль над сімейними активами. У 1993 році Мауріціо продав усі свої акції, що означало розрив останніх зв'язків між його сім'єю та модним будинком.
Зараз компанією Gucci володіє французький концерн люксових брендів Керінг. Його керівник Франсуа-Анрі Піно — чоловік Сальми Хайєк, яка зіграла одну з другорядних ролей у фільмі «Дім Гуччі».
З 1972 року Мауріціо був одружений з Патрицією Реджані. 1985 року він покинув дружину, в 1990-го почав зустрічатися з Паолою Франкі. 1994 року Гуччі розлучився з Реджані, погодившись виплачувати їй аліменти — 1,47 млн доларів на рік. Із цього моменту він планував новий шлюб. Реджані відкрито заявляла, що хотіла б побачити Мауріціо мертвим.

## Вбивство
Вранці 27 березня 1995 року, коли Мауріціо піднімався сходами у свій офіс, у нього чотири рази вистрілив невідомий. Одна куля влучила в голову, три — у спину. Єдиним свідком цього став швейцар Джузеппе Онорато, поранений у руку. Коли приїхала поліція, Онорато сидів поруч із Гуччі і тримав на руках його голову, але той уже був мертвий.
Відомо, що Патриція Реджані цього дня написала у своєму щоденнику одне слово грецькою: «Рай». Вона негайно вигнала Паолу Франкі з квартири, де вона жила з Мауріціо, і заселилася туди сама.

## Розслідування та суд
Слідство спочатку було впевнене в тому, що сталося вбивство на замовлення, але розглядало різні версії — у тому числі пов'язані з бізнесом. Реджані спочатку була серед підозрюваних, але тільки в січні 1997 року в поліції з'явилися перші докази. Завдяки прослуховуванню телефонів з'ясувалося, що вбивство організувала Патриція Реджані, якою керували ревнощі, жага грошей і образа на колишнього чоловіка: вона хотіла завадити новому одруженню Мауріціо (зокрема тому, що її аліменти після цього зменшилися б до 860 тисяч доларів на рік), отримати контроль над сімейним маєтком. Реджані звернулася за допомогою до своєї подруги-екстрасенса Джузепіни Ауріємме. Та, отримавши 600 мільйонів лір (365 тисяч доларів), найняла кілером Бенедетто Черауло — власника піцерії, обтяженого боргами.
31 січня 1997 року було заарештовано Реджані, Ауріємму, Черауло та ще двох посередників — Івано Савіоні та Ораціо Чікале. 1998 року відбувся суд, який став предметом особливої уваги преси. Знайшлися свідки, які підтвердили, що Реджані наводила довідки про кілера. Паола Франкі заявила, що Патриція відкрито загрожувала колишньому чоловікові вбивством. Проте та стверджувала, що невинна і що Ауріємма її підставила заради шантажу. Захист та доньки підсудної наполягали на тому, що вона не могла спланувати злочин, оскільки перенесла операцію на головному мозку.
Було винесено обвинувальний вирок. Черауло отримав довічний термін, Реджані, яку прозвали «Чорною вдовою», — 29 років в'язниці, Ауріємма — 19 років. 2000 року апеляційний суд скоротив цей термін до 26 років. Реджані звільнили достроково у 2016 році. На запитання журналістів, чому вона найняла кілера, щоб убити чоловіка, Патриція відповіла: «Бо не вмію стріляти сама».

## У культурі
Вбивство Мауріціо Гуччі та супутні йому події описані в документальній книзі Сари Гей Форден «Дім Гуччі. Сенсаційна історія вбивства, безумства, гламуру та жадібності» (2001). На основі цієї книги Рідлі Скотт зняв художній фільм «Дім Gucci», який вийшов на екрани у 2021 році. Того ж року вийшов і документальний фільм «Леді Гуччі: історія Патриції Реджані».